# Luj od Monaka
Luj od Monaka († ?, 5. studenog 1402.), monegaški gospodar u dva navrata, prvo 1395. godine zajedno s bratićem Ivanom I., sinom monegaškog gospodara Rainiera II. († 1407.), a potom samostalno od 1397. godine do svoje smrti. Bio je najstariji sin monegaškog gospodara Karla I. († 1357.), za čije vladavine su Đenovežani opsjeli i zauzeli Monako.
Uspio je u siječnju 1395. godine preoteti Monako Đenovežanima, zajedno s rođakom Ivanom I., ali je već 19. prosinca iste godine morao utvrdu predati natrag Genovi. Dvije godine kasnije, uspio je opet zauzeti Monako i tada je zavladao samostalno. Poslije njegove smrti, Genova je ponovno zauzela Monako i stavila ga pod svoju vlast.